# Автошлях E23

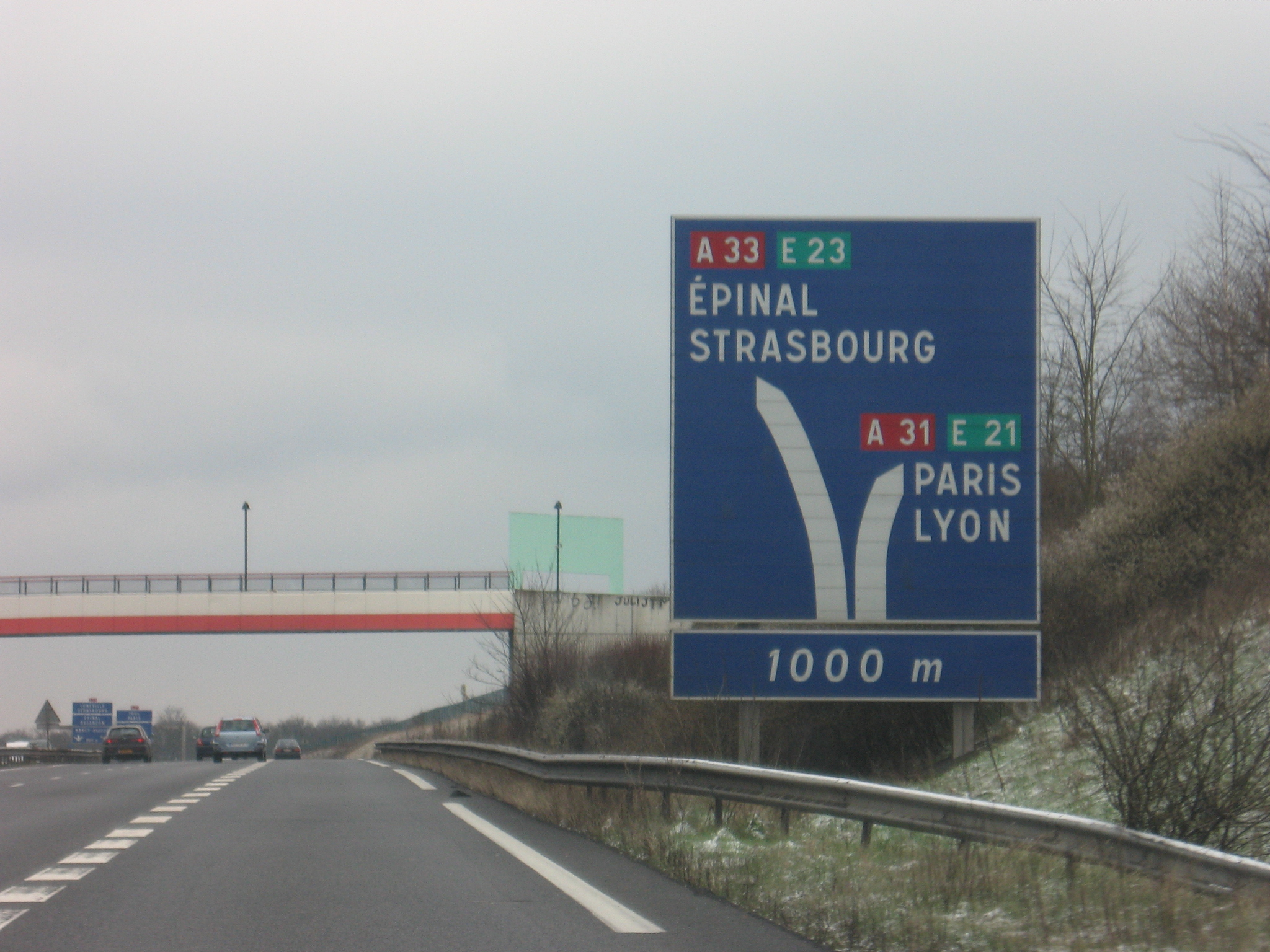
Розвилка близько Нансі

Європейський маршрут Е23 — європейський автомобільний маршрут категорії А, що з'єднує Мец (Франція) на заході та Лозанну (Швейцарія ) на сході. Довжина маршруту — 391 км.
Маршрут Е23 проходить через міста
- : Мец - Нансі - Епіналь - Везуль - Безансон -
- : Лозанна

Е23 пов'язаний з маршрутами
|  | - E25 - E50 - E21 |  | - E411 - E60 - E62 |

## Див. Також
- Список європейських автомобільних маршрутів
- Автомагістралі Франції